# Ferenc Schmidt
Ferenc Schmidt (* 28. Juli 1963 in Heilbronn-Sontheim), vor allem unter dem Namen „Ferry“ Schmidt bekannt, ist ein ehemaliger deutscher Fußballspieler. Er absolvierte insgesamt 54 Spiele (vier Tore) in der Bundesliga und 144 Zweitligaspiele (25 Tore).

## Laufbahn
Über die Stationen Sportfreunde Neckarsulm und Union Böckingen gelang dem Mittelfeldspieler und Stürmer beim 1. FC Köln der Sprung in den Profi-Fußball. Anfang der 1980er Jahre gehörte er drei Jahre lang dem Profi-Kader der Kölner an, kam dort aber nur zu drei Bundesligaeinsätzen. In der Winterpause der Saison 1983/84 machte Schmidt einen kurzen Abstecher zum BV 08 Lüttringhausen (heute FC Remscheid), der damals in der 2. Bundesliga spielte. Danach stieß er zum Nordrhein-Oberligisten 1. FC Bocholt, von dem er 1985 für ein Jahr zum damaligen Zweitligisten MSV Duisburg wechselte. Vor der Saison 1986/87 schloss er sich dem Wuppertaler SV an. Dort avancierte er in den folgenden drei Jahren zum Publikumsliebling und bildete mit Carsten Pröpper ein gefährliches Sturmduo. Nach zwei dritten Plätzen mit dem WSV in der Oberliga Nordrhein 1988 und 1989 kehrte er zum MSV Duisburg zurück. Auch beim MSV Duisburg, bei dem er bis 1996 spielte, war er lange Jahre Publikumsliebling. In der Saison 1989/90 wurde er von den MSV-Fans zum Spieler der Saison gewählt. Dreimal gelang ihm mit dem MSV der Aufstieg in die Bundesliga, 1990/91 war er mit acht Saisontreffern zweitbester MSV-Spieler hinter Torschützenkönig Michael Tönnies. 1996 beendete Ferenc Schmidt seine aktive Laufbahn. Nach dem Erwerb der DFB-Trainer A-Lizenz trainierte er 1998/99 für insgesamt sieben Monate den damaligen Oberligisten SuS 09 Dinslaken. In der Saison 2000/01 war er Trainer im DFB-Talentförderstützpunkt Hilden, verantwortlich für die Talente der U-15 und U-16-Junioren im Rahmen der Spezialförderung des DFB. Ab der Saison 2002/03 war er weitere fünf Jahre bis zum September 2008 als DFB-Stützpunkttrainer verantwortlich für die Junioren (U-12 bis U-15) des Fußballkreises Wuppertal/Niederberg. Im Jahre 2003 gründete er mit seinem Partner Jürgen Jankowski die Fußballschule Mittelpunkt in Wülfrath. Nach dem Ausscheiden von Jürgen Jankowski zum 1. April 2015 ist Alexander Nuss neben Ferry Schmidt neuer Geschäftsführer der Fußballschule Mittelpunkt. Am 25. Juni 2020 trat Ferry Schmidt in bestem Einvernehmen als Geschäftsführer zurück. Er übergab die Geschäftsleitung an seinen Nachfolger Marvin Commodore.
Die Fans des Bundesligisten MSV Duisburg wählten, im Rahmen einer Legendenwahl, Ferry Schmidt im August 2010 zu einem der beliebtesten 24 Spieler in der bisher 108-jährigen Vereinsgeschichte der Zebras. In der Nordkurve der 'Schauinsland-Reisen-Arena' in Duisburg hängt jetzt ein lebensgroßes Plakat mit den Fotos aller 24 gewählten Legenden. Seit 2002 spielt Ferry Schmidt für die Traditionsmannschaft vom FC Schalke 04.

## Statistik
- Bundesliga
3 Spiele 1. FC Köln
51 Spiele; 4 Tore MSV Duisburg

- 2. Bundesliga
18 Spiele; 2 Tore BV 08 Lüttringhausen
126 Spiele; 23 Tore MSV Duisburg

- DFB-Pokal
2 Spiele 1. FC Köln
20 Spiele; 4 Tore MSV Duisburg

- UI-Cup
4 Spiele MSV Duisburg

## Erfolge
- 1982 Deutscher Vize-Meister
- 1983 DFB-Pokal-Sieger
- 1991 Aufstieg in die 1. Bundesliga
- 1993 Aufstieg in die 1. Bundesliga
- 1996 Aufstieg in die 1. Bundesliga